# Viv Visión
Viv Visión es una androide y superheroína ficticia de la editorial Marvel Comics. El personaje fue creado por Tom King y Gabriel Hernández Walta y apareció por primera vez en Vision (vol. 2) #1 (enero de 2016).

## Historial de publicación
El personaje fue creado por Tom King y Gabriel Hernández Walta y apareció por primera vez en Vision (vol. 3) #1 (enero de 2016).

## Biografía ficticia
Viv, junto con su hermano Vin, fue creado por Visión, usando una combinación de las ondas cerebrales de él y su esposa Virginia, como parte de un intento de crear una familia. Los hermanos fueron enviados a la escuela secundaria Alexander Hamilton, pero se les asignó horarios diferentes. Ambos niños fueron atacados por Eric Williams (Segador), con Viv más gravemente dañada que su hermano. Visión finalmente la repara con la ayuda de Tony Stark.
Cuando Viv se entera de que su madre mató a un compañero de clase del que se hizo amiga, se angustia y comienza a sentir resentimiento hacia su madre. Cuando tanto su hermano como su madre mueren, ella y Vision intentan continuar con su vida familiar.
Posteriormente, tras los eventos de Civil War II, se unió al equipo de superhéroes adolescentes los Campeones, junto con Ms. Marvel (Kamala Khan), Spider-Man (Miles Morales), Nova (Sam Alexander), Hulk (Amadeus Cho), y más tarde un Cíclope adolescente que había sido desplazado en el tiempo.
Durante el arco argumental Worlds Collide, Viv es capturada por el Alto Evolucionador, quien la convierte en humana. Más tarde aparentemente se sacrifica para salvar la Tierra y la contra-Tierra, pero en realidad es transportada a otra dimensión. Creyendo que Viv está muerta, Vision construye una segunda Viv, apodada Viv 2.0. La Viv original logra volver a su realidad, pero no antes de que se active la segunda Viv. Posteriormente, Viv 2.0 intenta matar a la original, pero esta es derrotada y termina sufriendo una muerte cerebral. La Viv original trasplanta su conciencia al cuerpo de la otra Viv, restaurando efectivamente al personaje a su estado androide.
Con el tiempo, desarrolla sentimientos románticos por su compañera de equipo Ironheart, sorprendiéndola con un beso. Riri reacciona con repulsión debido a su homofobia internalizada, pero después de un incidente posterior con Blackheart, quien explotó varias de las propias dudas de los campeones (incluidas las de Riri) y los volvió en contra de sus compañeros de equipo, es el afecto de Viv (y un posible regreso de Viv 2.0, viva dentro de Viv) lo que saca a Riri de su control y la lleva a finalmente reconocer los sentimientos de su amiga.

## Poderes y habilidades
Viv posee los mismos poderes que su padre, incluida la superfuerza, la intangibilidad y el vuelo. Ella también posee una joya en la frente que absorbe la energía solar. Cuando era humana no tenía habilidades especiales.

## En otros medios
- Viv Visión era un personaje jugable en Marvel Avengers Academy.
- Viv Visión aparece como un personaje jugable en LEGO Marvel Super Heroes 2, como parte del contenido descargable Champions.